# Нямежис
Нямежис (лит. Nemėžis) — деревня на территории самоуправления Вильнюсского района, в 8 км к юго-востоку от Вильнюса, рядом с Минским шоссе; центр староства (Nemėžio seniūnija) площадью 39,6 км², на территории которого 23 деревни, проживает около 10 тысяч жителей; духовный центр мусульман Литвы.

## Инфраструктура

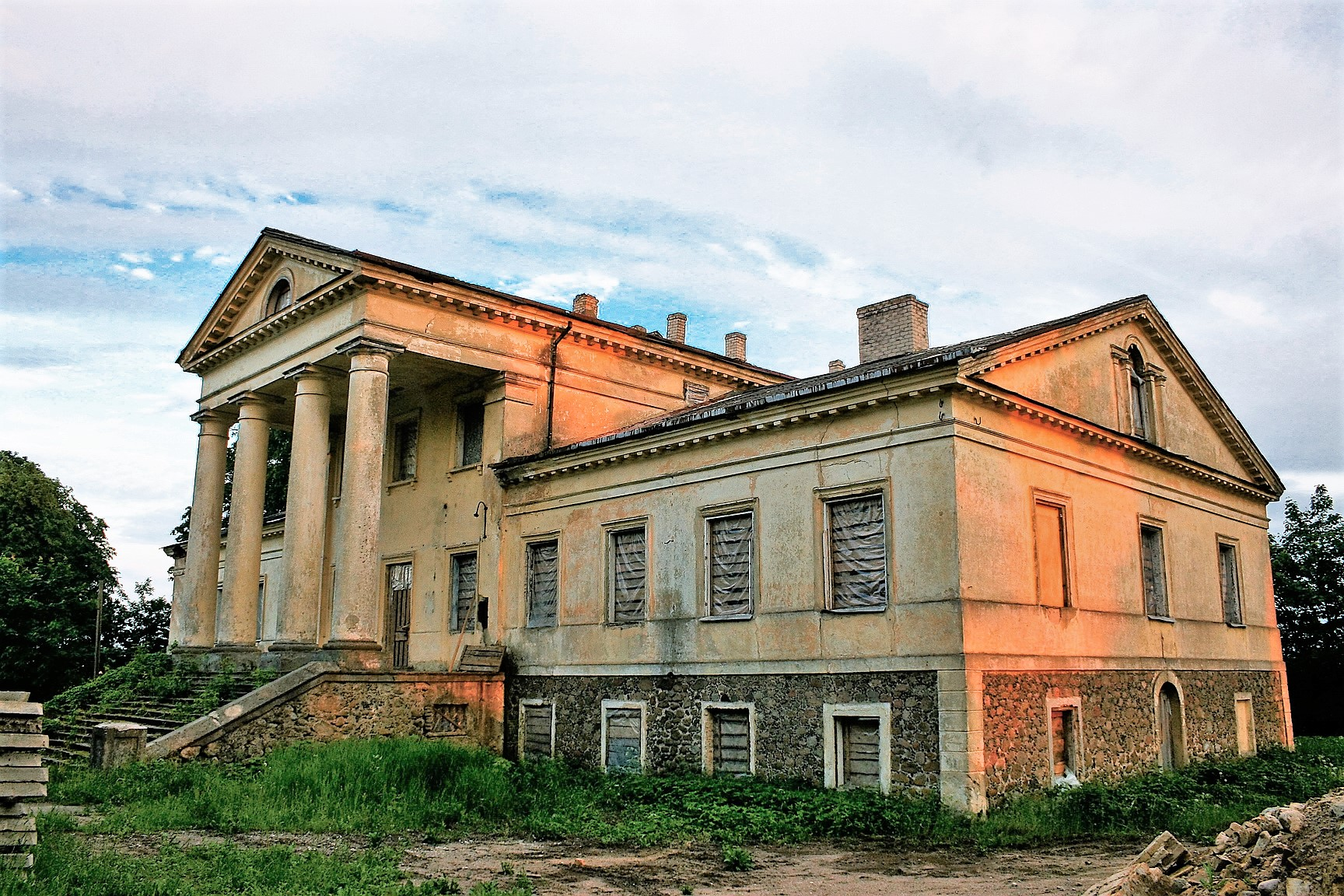
Усадьба

Имеются почтовое отделение, библиотека (основана в 1951 году), костёл Святого Рафала Калиновского (освящён в 2011 году), деревянная татарская мечеть (построена в 1909 году по проекту инженера А. Сонина), детский сад, гимназия Святого Рафала Калиновского с преподаванием на литовском языке, остатки усадебного ансамбля.
Рядом с мечетью располагается старое татарское кладбище. На окраине деревни находится другое кладбище. Здесь в братских могилах похоронено 300 советских воинов, погибших в 1941—1943 годах в лагере военнопленных в деревне Огородники. В 1964 годах в память о них возведена массивная мемориальная стена.

## История

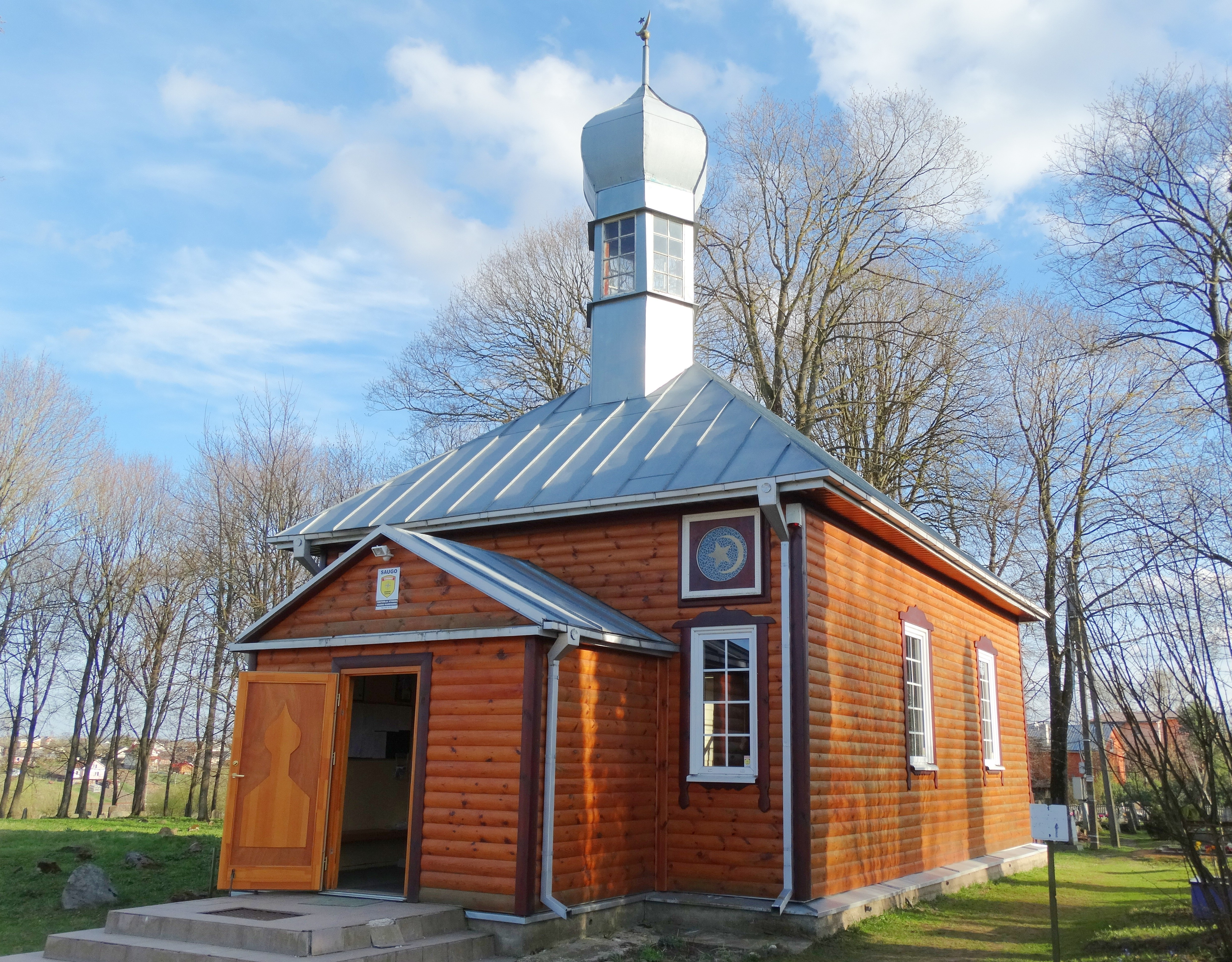
Мечеть

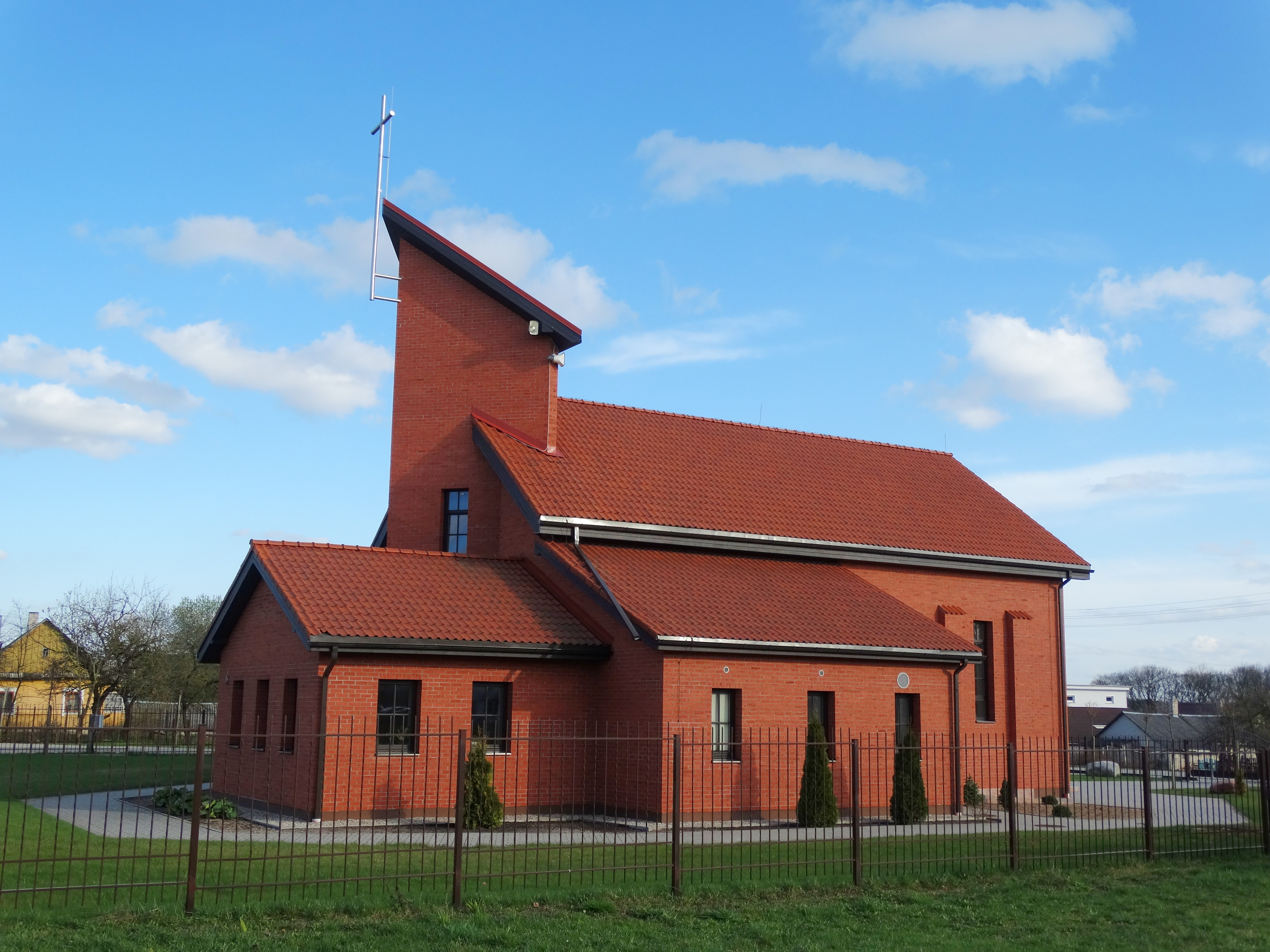
Костёл

Немеж известен со времён князя Витовта Великого, который поселил здесь в 1397 году татар. Татары занимались огородничеством и охраняли подступы к Вильно. В XIV веке в Немеже была летняя резиденция князя Витовта и его жены Юлиании Ольшанской, которая здесь и скончалась.
В 1656 году здесь заключен мирный договор между царём Алексеем Михайловичем и королём Яном Казимиром. Предполагается, что здесь же в 1686 году был заключён договор, по которому Россия и Речь Посполитая обязались совместно сражаться против Швеции и не заключать сепаратного мира со шведами (так называемое Виленское перемирие).
Во время восстания под предводительством Тадеуша Костюшко в Немеже сосредоточился отряд повстанцев под командованием Якуба Ясинского и 23 апреля 1794 года, соединившись с другими отрядами, атаковал царские войска в Вильне.
В 1823—1832 году в Немеже жил и работал директор астрономической обсерватории императорского Виленского университета профессор Пётр Славинский (1795—1881). У него часто гостили астроном и математик Ян Снядецкий, ботаник Станислав Бонифацы Юндзилл, архитектор Кароль Подчашинский и другие коллеги.
Немеж принадлежал Сапегам, от которых перешла в 1828 году к графу Бенедикту Тышкевичу. В 1840—1856 годах граф Михал Тышкевич построил усадьбу в Немеже в стиле позднего классицизма и другие композиционно связанные с ней постройки, в частности, конюшни, часть которых сохранилась до наших дней.

## Население
В 1867 году в деревне насчитывалось 180 жителей. В 1965 году было 939 человек, в 1980 году — 1230, в 1986 году — 2092 жителя. По переписи населения 2001 года был 2601 житель, в 2011 году — 2498. В настоящее время насчитывает 2241 жителя (из них около 120 татар) (2021).